# Pressana
Pressana (Pressàna in veneto) è un comune italiano di 2 493 abitanti situato in provincia di Verona in Veneto.

## Geografia fisica
Pressana si trova a 42 chilometri a sud-est di Verona. Confina con la provincia di Padova. È attraversata dal Guà, un tempo navigabile.

## Origini del nome
Il nome deriva dal nobile romano Persius. Precedentemente si chiamava Sule da insulae per la presenza degli isolotti sabbiosi dell'Adige, che storicamente passava in zona, e Quari, per i "guadi" presenti sul fiume.

## Storia

### La preistoria
In località Santa Agata e Santa Giustina di Baldaria sono stati ritrovati strumenti litici risalenti al Neolitico, fine del V millennio a.C. Dell'Età del Rame e agli inizi di quella del Bronzo, III-II millennio a.C., sono stati rinvenuti oggetti in selce come un pugnaletto di stiloide a due punte di freccia peduncolate e di un'amigdala. Nella località di Caselle, sempre risalente all'Età del Rame, è stata ritrovata una lama bifacciale in selce lunga 8,4 centimetri e due insediamenti, il primo della media Età del Bronzo, XV-XIV secolo a.C. e un vasto abitato dell'ultima fase recente dell'Età del Bronzo, XIII-XII secolo a.C.
Il periodo protostorico vede la presenza di Veneti. Dell'Età del Ferro, X-II secolo a.C. vi sono parecchi ritrovamenti, collegabili ad analoghi del basso padovano. In via Rovenega, per esempio, fu ritrovata un'ascia ad alette appartenente ad un corredo funerario, in bronzo, di ottima conservazione risalente all'VIII secolo a.C. Sempre a Sant'Agata, è stato ritrovato un corredo funebre appartenente ai Liguri, che testimonia la presenza di famiglie di quel popolo, immigrate dopo l'apertura della via Postumia.

### Il periodo romano
Nel periodo protostorico si insediarono i Veneti. Le legioni romane vi giunsero nell'89 a.C., e, dopo la battaglia di Azio, del 31 a.C. Ottaviano Augusto assegnò le terre ai reduci della XI Legione, al fine di costituire una colonia. Come tutta la zona si costituì il reticolato di centuriazione.
Non vi sono strutture presenti dell'epoca romana, la decadenza e la trasformazione del territorio in palude ha cancellato tutte le strutture composte. Restano numerose tracce, come una della toponomastica. Alcune delle vie di Pressana sono trasformazioni dei toponimi romani. come la "via Carbon" dal latino Cardo, la "via Carobale" dal latino Cardo vallis e la "via Calmaora" dal latino Callis major.
Restano tuttavia tracce della forte presenza coloniale, come le villae rusticae, domus, sepolcreti familiari e opifici vari. Fino ad adesso è stata trascurata la ricerca sistematica di queste strutture, mentre i piccoli ritrovamenti, a volte in ottimo stato, si trovano presso il vicino museo civico archeologico di Cologna Veneta. Vetri intatti, fra i quali un pezzo unico, una bottiglia mercuriale proveniente da Sant'Agata e firmata M.S. Custodito. Nei pressi del comune si trova una lastra bianca, probabilmente risalente al I secolo a.C., restaurata con un bassorilievo rappresentante Esculapio con il serpente. Grazie alla sua fattura e al buono stato di conservazione potrebbe diventare l'icona del paese.
È probabile che sia sotto i Goti di Teodorico che con i Longobardi fosse presente nella zona un'unità amministrativa minima chiamata sculdascia. Si trovano tracce in documenti di una seconda sculdascia Fluminis Novi probabilmente nel territorio di Pressana, visto che viene citato il Guà, detto anche "fiume Nuovo". La presenza dei Goti viene rafforzata dal toponimo Sant'Agata, santa a cui erano particolarmente devoti.

### Il medioevo dalla Rotta dell'acqua Cucà
La ricca presenza della colonia romana fu sconvolta nel 589 dalla rotta dell'argine e Cucà l'acqua a Montagnana Este e Piana Maggiore, l'esondazione fu amplificata e divenne "una terribile inondazione". Si dice che la descrizione della sua azione distruttrice venne ingigantita, duecento anni dopo, da Paolo Diacono. In realtà fu semplicemente aperto l'argine, e il fiume deviò il cammino rispetto al corso precedente che lambiva Caselle, Pressana Montagnana, ed Este e sfociava davanti all'isola di Chioggia con un andamento diverso dall'attuale che attraversa Legnago - Porto. Un periodo di 400 anni in cui il territorio si trasformò in palude adatta a barche e zattere a fondo piatto. Verso il X secolo iniziò la bonifica voluta dal papa Agapito II e attuata con la presenza dei benedettini dal 950. L'assetto delicato e in equilibrio della fauna e della flora di Endolaguna ne fu sconvolto. Endolaguna divenne "terraferma" e questo stato artificiale è ancora presente. Pressana formata da un insieme di isole fra due fiumi che cambiano nome a seconda del percorso, divenne "terraferma". A ovest il Fossa Rabbiosa - Fossa Togna-Fratta e a est l'Agno-Guà-Fiumenuovo.
Il nuovo assetto territoriale servito dai fiumi per i trasporti rese, da un punto di vista economico, nuovamente appetibile la zona. Nel 1077 gli Estensi ottennero il controllo delle isole sparse intorno Pressana dall'imperatore Arrigo IV durante il suo breve regno. Oltre a feudi di famiglie, si deve a questo periodo la nascita di feudi monastici. L'8 marzo 1036 viene costituito, con dono del vescovo Giovanni, il feudo del monastero di San Nazario e Celso di Verona, che comprende Pressana ed altre isole. In un altro atto notarile di donazione al monastero, il 3 aprile 1169 appare la prima volta il toponimo di Pressana, e di Roveredo, …in campanea prexane et in campanea rovereti que sunt quadraginta octo campi. L'attuale comune di Pressana si trovò diviso fra tre proprietari religiosi. Oltre al monastero veronese era presente la Diocesi di Vicenza e il monastero di S. Giorgio in Braida di Verona in località Sabbion. Inoltre, in quel periodo vi era un ospitale nel bosco Gazzo in Pressana, che apparteneva all'ordine ospedaliero dei Cavalieri di San Giovanni Battista di Rodi che ospitava i pellegrini diretti verso la Terrasanta, costruito con la logica delle Misiones californiane, un centro di ospitalità e di posta - cambio cavalli, ad un giorno di cavallo dal precedente. L'ospitale era ad una giornata di cavallo da Verona. Con la fine dei pellegrinaggi, il lago si trasformò in terra per aziende agricole, e le strutture passarono ai nobili veneziani Querini che vi costruirono, probabilmente, la prima villa veneziana su terraferma, ovvero la più antica Villa Veneta.
Ezzelino da Romano nel 1234 invase il territorio del comune, e, con un comportamento da neobarbaro esiliò l'abate Bonifacio dopo essersi impossessato di tutti i beni. Ciò che la natura impedì agli Ungari nel IX secolo, fu fatto secoli dopo. Una insurrezione dei pressanesi, guidata da Jacopo Bonfadio nel 1256, fu repressa nel sangue per il mancato e promesso intervento di Azzo d'Este degli Estensi. Il loro ritorno fu rimandato al 1282, per un breve periodo. Pressana divenne territorio conteso fra Scaligeri e padovani, e, nel 1312 fu dato alle fiamme e distrutto dai padovani. Con la ripresa ed il controllo degli scaligeri iniziò un periodo di tranquillità e prosperità. La fine della dinastia scaligera fece ritornare incertezza e distruzioni, e, nel 1402 i pressanesi si sollevarono contro i Carraresi di Padova anticipando il dominio di Venezia, rispetto alle terre dei vicini.

### Venezia e l'isola di terraferma
Assieme ai colognesi e ai vicini, giurarono fedeltà alla Serenissima il 2 giugno 1405 e il doge li unì al sestiere di Dorsoduro il 26 marzo 1406, divenendo di fatto dominio diretto di Venezia, viste anche le pretese dei vicentini di togliere ai veronesi il controllo della zona. Vi fu l'introduzione per la prima volta di rappresentanti eletti democraticamente. Pur dipendendo da Cologna, Pressana aveva una autonomia ufficiale: infatti veniva eletto una sorta di sindaco/podestà, chiamato, il Massaro con coadiuvato da un Ragionato (impiegato) e da un Battifango (usciere). In pratica il nucleo di un piccolo comune. Cologna aveva un rappresentante, detto, Sindaco di fuori con l'aiuto di un Cancelliere e Impiegati con cariche che duravano un anno. Aveva a disposizione una servitù militare composta da volontari, chiamata cernide, con compiti sia militari che di protezione civile.
Sotto Venezia iniziò un lungo periodo di pace e prosperità con forti investimenti che terminarono la bonifica e condussero ad una specializzazione nella produzione e alla macerazione della canapa. Divenne persino residenza di campagna di famiglie veneziane, alcune ville venete mantengono il nome di potenti famiglie veneziane. La fine del periodo veneziano, nel 1802, vide una nuova rivolta dei pressanesi contro i francesi di Napoleone a causa di una pesante tassa sul macinato, con conseguente repressione.
Con gli austriaci il rilancio della economia locale anche attraverso l'introduzione dell'allevamento dei bachi da seta, si stima che a Pressana ci fosse una produzione da 13 000 a 20 000 bozzoli annui. Periodo finito con le alluvioni del 1882 che sconvolsero il territorio per almeno una decina di anni e costrinsero gli abitanti del posto ad una forte emigrazione, specialmente verso l'America Latina.

### Dall'inizio della crisi
Il particolare legame che legava Pressana a Venezia si attenuò decisamente in questo periodo con il disimpegno di molte famiglie veneziane dalla zona e con la vendita dei poderi. La particolare struttura delle proprietà terriere, in pratica latifondi, e l'assenza di piccole proprietà, non creò in zona i presupposti di lotta da parte dei braccianti. Nel basso veronese si costituirono le lega dei leghe, guidate da esponenti socialisti come Mario Todeschini, Primo Bonato e Gino Baglioni. Con il mutato ruolo della chiesa cattolica si crearono intorno al 1910-1913 anche le leghe bianche, guidate spesso da sacerdoti che si trovavano a scegliere fra i padroni, a loro volta vittime di un'importante crisi agricola e che scaricavano la maggior parte dei problemi sui salariati con il blocco dei salari, e i loro parrocchiani senza potere. Pochi anni prima nella bassa veronese con il voto per censo, solo maschile e limitato ai cittadini con più di 25 anni, solo l'1,5% dei cittadini aveva il diritto di voto. L'organizzazione delle leghe portò, poco prima della guerra, a dei temporanei aumenti salariali.
Per lo stato di crisi, Pressana divenne uno dei comuni definiti caldi. Nel 1915, in aprile scoppia una sommossa, dove i disoccupati assalirono le case degli assessori al fine di ottenere dei buoni pasto per potersi sfamare, li ottennero, ma il consiglio comunale si riunì il 16 aprile 1915 a Roveredo di Guà, per motivi di ordine pubblico, dove il sindaco Francesco Monzardo ritenne inaccettabili e insostenibili le richieste dei dimostranti e rassegnò le dimissioni, sue, e della giunta. In soli tre giorni venne nominato il commissario prefettizio, Giuseppe Tosi, che attenuò di molto la crisi andando a Venezia con il sindaco di Cologna Veneta e i capi dei sindacati ottenendo immediati lavori pubblici per i salariati, una sorta di lavoro socialmente utile, con un presidio composto da una cinquantina fra militari e carabinieri a sancire lo stato di disagio sociale per la zona. Nel dopoguerra la crisi e gli scontri ripresero, e Pressana fu spesso al centro degli scioperi e delle serrate, in un continuo avvicendarsi tra accordi e scontri e di mediazioni della chiesa. La grande guerra si portò via 85 cittadini di Pessana fra i 542 richiamati in prima linea, ma ci furono anche quattro decorati con medaglia d'argento al valor militare alla memoria.
Durante il fascismo, nel momento della grande ristrutturazione degli enti locali territoriali, per regio decreto vi fu la fusione fra Pressana e Roveredo di Guà. Dal 1925 il territorio di Pressana fu interessato dal passaggio della Ferrovia Treviso-Ostiglia. Durante la seconda guerra mondiale vi fu una forte presenza partigiana, fra gli altri si ricorda il londinese Peter Chapman, ucciso forse in seguito ad un'importante taglia di 30 000 lire il 6 gennaio 1945 a Caselle di Pressana, che coordinò per un lungo periodo i partigiani della zona. La morte di Chapman fu un duro colpo per i partigiani della zona per il suo ruolo e per il fatto che aveva in tasca su un foglio parte della struttura di comando. Il 26 aprile 1945 durante la fuga, dei soldati tedeschi fecero alcuni rastrellamenti e uccisero senza motivo nove civili fra i 12 e i 76 anni. Tra il 1947 e il 1948 i comuni di Pressana e Roveredo di Guà furono nuovamente separati.

## Monumenti e luoghi d'interesse
- sito ufficiale della Proloco di Pressana

### Architetture religiose
- Monastero Benedettino - XV secolo

Ha un dipinto di scuola veronese del XVI secolo, il Martirio di San Sebastiano
- Chiesa Parrocchiale di Santa Maria Assunta - XX secolo

Inaugurata nel 1944, ha all'interno opere recuperate da oratori e chiese precedenti, alcuni distrutti. Al suo interno vi sono altari in stile barocco del XVI secolo, un battistero di marmo rosa del XIV secolo.

### Ville
A trecento metri dalla strada statale 500 e a circa 5 km sud di Cologna Veneta, oggi in contrada Caselle è presente un importante e antico porto dogana di controllo fluviale delle antiche isole poste.. Nei pressi si trova una Villa con due corpi laterali e torre centrale. Il porto dogana è dotato di pontile dal quale si pagava un'antica gabella per il transito fluviale, prima della bonifica completata nel XX secolo. La villa contiene stupendi affreschi e sinopie dei secoli XIV e XV, recentemente restaurati dalla proprietà. Non si hanno date certe sulla data di prima edificazione. La parte più antica è senza dubbio la torre si ipotizza dell'XI secolo per la tecnica di costruzione.
- Villa Cainacqua - XI secolo

È una villa con spessi muri costruiti con pietre di recupero, prevalentemente trachite di epoca romana. Una prima radicale trasformazione da fortilizio a Villa Torre avvenne nel XIV secolo. Il suo nome, probabilmente è un tributo dei zattieri e delle scandole a fondo piatto che passavano con le loro merci e dovevano pagare la gabella alle Isole Sparse, alla Colonia alla Signoria e poi alla Serenissima Repubblica. Il transito privilegiato avveniva in direzione nord-est, sud-ovest in direzione di Roveredo di Guà, Cicogna, San Floriano, Chiavicone, Lozzo Atestino, Este, Isola "Ciosza" o Isola Forte. Il prosciugamento del territorio attorno a Villa Cainacqua, provocato dalla bonifica crea una difficile lettura del sito. Oggi la possiamo ammirare grazie all'intervento di un recente restauro e conservazione compiuto dai proprietari che l'hanno salvata da sicura rovina. In attesa di vincolo da parte della Soprintendenza beni architettonici. La villa viene citata nel libro Il tempo della Dea, Breve Storia della civiltà Fluviale veneta, di Anna Maria Ronchin, Vicenza, Edizioni Edar 2006.
- Cà Leopardi - XVI secolo

Rappresenta un altro interessante edificio, caratterizzato da una bella torre colombara e abbellito da linee signorili. Purtroppo recenti ristrutturazioni hanno modificato profondamente la sua struttura originaria. È ancora oggi visibile l'entrata ad arco, il pavimento in battuto e il soffitto a crociera di botte.
- Villa Querini Stampalia (detta villa persa) - XVI secolo

La villa si trova a Gazzo, ed è dotata di una cappella e di un pregevole pozzo. Da lontano sembra un fortino, da vicino si percepisce l'intenzione del costruttore di riprodurre aspetti del Palazzo Ducale di Venezia. Precedentemente era qui localizzato lo ospitale dell'ordine ospedaliero dei Cavalieri di San Giovanni Battista di Rodi. Con la fine dei pellegrinaggi il luogo si trasformò in azienda agricola e le strutture passarono ai nobili veneziani Querini che vi costruirono, probabilmente, la prima villa veneziana in terraferma, ovvero la più antica Villa Veneta.
- Villa Gaudio - XVII secolo

Si trova al centro del paese ed è circondata da un giardino. Un oratorio dedicato a san Pietro fu demolito nel 1928. Conteneva una pala, ora ospitata nell'oratorio della parrocchiale. La pala, della scuola del pittore veneziano Gregorio Lazzarini, è del XVII secolo.
- Villa Grimani - XVIII secolo

Si leva, alta sulle due torri, ad oriente della ex chiesa parrocchiale. La villa si contraddistingue dal palazzo con il suo ampio giardino e dall'azienda agricola con stalle, magazzino e abitazioni indipendenti. In particolare, il palazzo si presenta con due eleganti torri laterali e con una loggia a trifora che divide l'edificio in maniera asimmetrica. Un intervento settecentesco ne ha modificato l'entrata con una ripida scala che portava direttamente al piano nobile. Gli interni sono ricchi di affreschi.
- Villa Gobbetti - XVIII secolo

Tipica costruzione settecentesca con frontone centrale. Mantiene ancora oggi una particolare eleganza strutturale di ogni elemento decorativo. È oggi abitazione privata.

## Società

### Evoluzione demografica
Abitanti censiti

## Cultura

### Gli appuntamenti
- Sagra di San Rocco

in agosto, interessante tradizione la cena paesana. San Rocco è compatrono della parrocchia
- Mostra degli Hobby

In agosto a Villa Gaudio concomitante la festa del prosciutto crudo dop

## Economia
Fa parte della zona di produzione del vino Arcole DOC. Il territorio comunale inoltre rientra nella zona di produzione del Prosciutto Veneto Berico-Euganeo

## Amministrazione
Fa parte dell'Unione comunale Adige-Guà. L'unione è costituita da quattro comuni: Pressana, Roveredo di Guà, Veronella e Zimella. Il comune inoltre fa parte del movimento patto dei sindaci 
| Periodo     | Periodo     | Primo cittadino     | Partito              | Carica  | Note   |
| ----------- | ----------- | ------------------- | -------------------- | ------- | ------ |
| giugno 1985 | maggio 1990 | Bruno Melotto       | Democrazia Cristiana | Sindaco | [ 9 ]  |
| maggio 1990 | aprile 1995 | Gino Maria Conterno | Democrazia Cristiana | Sindaco | [ 10 ] |
| aprile 1995 | giugno 1999 | Luigi Lovato        | Lista Civica         | Sindaco | [ 11 ] |
| giugno 1999 | giugno 2004 | Stefano Marzotto    | Lista Civica         | Sindaco | [ 12 ] |
| giugno 2004 | giugno 2009 | Stefano Marzotto    | Lista Civica         | Sindaco | [ 13 ] |
| giugno 2009 | giugno 2014 | Lino Fin            | Lista Civica         | Sindaco | [ 14 ] |
| giugno 2014 | maggio 2019 | Stefano Marzotto    | Lista Civica         | Sindaco | [ 15 ] |
| maggio 2019 | giugno 2024 | Renato Greghi       | Lista Civica         | Sindaco | [ 15 ] |
| giugno 2024 | in carica   | Stefano Marzotto    | Lista Civica         | Sindaco | [ 15 ] |